# کشود
کشود (به انگلیسی: Keshod) یک منطقهٔ مسکونی در هند است که در Keshod Taluka واقع شده‌است. کشود ۷۶٬۱۹۳ نفر جمعیت دارد و ۴۲ متر بالاتر از سطح دریا واقع شده‌است.